# Söngvakeppnin 2013
Der 23. Söngvakeppnin fand vom 25. Januar 2013 bis zum 2. Februar 2013 statt und war der isländische Vorentscheid zum Eurovision Song Contest 2013 in Malmö, Schweden.
Gewonnen wurde der Wettbewerb von Eyþór Ingi Gunnlaugsson mit seinem Lied Ég á líf. Es stellte den ersten auf Isländisch gesungenen Beitrag seit 1997 dar.

## Format

### Konzept
Anders als im Vorjahr, nahmen 2013 nur noch 12 statt 15 Teilnehmer an der Sendung teil. Dazu gab es statt drei nur noch zwei Halbfinale. In jedem Halbfinale nahmen je sechs Teilnehmer teil, wo von sich drei jeweils für das Finale qualifizieren. RÚV hielt allerdings das Recht inne, auch eine Wildcard für das Finale vergeben zu dürfen. Demnach nahmen im Finale sieben Teilnehmer teil, wovon die zwei besten das neu eingeführte Superfinale erreichten. Dort bestimmte, anders als in den Halbfinalen und im Finale, lediglich das Televoting den Sieger. In allen sonstigen Teilen der Sendung entscheidet zu 50 % eine Jury und zu 50 % das Televoting das Ergebnis.
Dazu bestand weiterhin die Regel, dass die Lieder im Halbfinale auf Isländisch vorgetragen werden müssen. Im Finale dürfen die Interpreten dann selber bestimmen, ob sie ihr Lied auf Isländisch oder Englisch vorstellen.

### Beitragswahl
Vom 11. September 2012 bis zum 8. Oktober 2012 konnten Beiträge bei RÚV eingereicht werden. Ausländische Komponisten konnten ebenfalls ihre Lieder einreichen, mussten dabei allerdings mit einem isländischen Komponisten zusammenarbeiten.
Am 12. November 2012 stellte RÚV die 12 Teilnehmer vor. Ebenfalls wurde bekannt, dass 2012 240 Lieder eingereicht wurden.

## Halbfinale

### Erstes Halbfinale
Das erste Halbfinale fand am 25. Januar 2013 um 19:30 Uhr (UTC) statt. Dort traten sechs Teilnehmer gegeneinander an. Die drei Teilnehmer mit den meisten Stimmen qualifizierten sich für das Finale.
| Startnr. | Interpret                                                    | Lied Musik (M) und Text (T) | Sprache    | Übersetzung (Inoffiziell)                   |
| -------- | ------------------------------------------------------------ | --- | ---------- | ------------------------------------------- |
| 1        | Yohanna                                                      | Þú M/T: Davíð Sigurgeirsson | Isländisch | Du                                          |
| 2        | Magni Ásgeirsson                                             | Ekki Líta Undan M: Sveinn Rúnar Sigurðsson; T: Ingibjörg Gunnarsdóttir | Isländisch | Schau nicht weg                             |
| 3        | Svavar Knútur Kristinsson & Hreindís Ylva Garðarsdóttir Hólm | Lífið Snýst M: Hallgrímur Óskarsson; T: Hallgrímur Óskarsson, Svavar Knútur Kristinsson                                                                                     | Isländisch | Das Leben ändert sich                       |
| 4        | Edda Viðarsdóttir                                            | Sá sem Lætur Hjartað Ráða För M: Þórir Úlfarsson; T: Kristján Hreinsson | Isländisch | Der Eine, der dem Herz den Weg zeigen lässt |
| 5        | Eyþór Ingi Gunnlaugsson                                      | Ég á líf M: Örlygur Smári; T: Pétur Örn Guðmundsson | Isländisch | Ich habe ein Leben                          |
| 6        | Birgitta Haukdal                                             | Meðal Andanna M: Birgitta Haukdal, Sylvía Haukdal Brynjarsdóttir, Jonas Gladnikoff; T: Birgitta Haukdal, Sylvía Haukdal Brynjarsdóttir, Michael James Down, Primož Poglajen | Isländisch | Mit den Geistern                            |

 Kandidat hat sich für das Finale qualifiziert.
 Kandidat erhielt eine Wildcard für das Finale.

### Zweite Halbfinale
Das zweite Halbfinale fand am 26. Januar 2013 um 19:30 Uhr (UTC) statt. Dort traten sechs Teilnehmer gegeneinander an. Die drei Teilnehmer mit den meisten Stimmen qualifizierten sich für das Finale.
| Startnr. | Interpret                              | Lied Musik (M) und Text (T)                                                                                       | Sprache    | Übersetzung (Inoffiziell) |
| -------- | -------------------------------------- | --- | ---------- | ------------------------- |
| 1        | Klara Ósk Elíasdóttir                  | Skuggamynd M: Hallgrímur Óskarsson, Ashley Hicklin; T: Bragi Valdimar Skúlason                                    | Isländisch | Schattenbild              |
| 2        | Jógvan Hansen & Stefanía Svavarsdóttir | Til þín M: Sveinn Rúnar Sigurðsson; T: Sveinn Rúnar Sigurðsson, Ágúst Ibsen                                       | Isländisch | Zu dir                    |
| 3        | Sylvía Erla Scheving                   | Stund Með þér M/T: María Björk Sverrisdóttir                                                                      | Isländisch | Ein Moment mit dir        |
| 4        | Haraldur Reynisson                     | Vinátta M/T: Haraldur Reynisson                                                                                   | Isländisch | Freundschaft              |
| 5        | Unnur Eggertsdóttir                    | Ég Syng! M: Elíza Newman, Gísli Kristjánsson, Ken Rose; T: Elíza Newman, Gísli Kristjánsson, Hulda G. Geirsdóttir | Isländisch | Ich singe!                |
| 6        | Erna Hrönn Ólafsdóttir                 | Augnablik M: Sveinn Rúnar Sigurðsson; T: Ingibjörg Gunnarsdóttir                                                  | Isländisch | Ein Moment                |

 Kandidat hat sich für das Finale qualifiziert.

## Finale

Konzerthaus Harpa

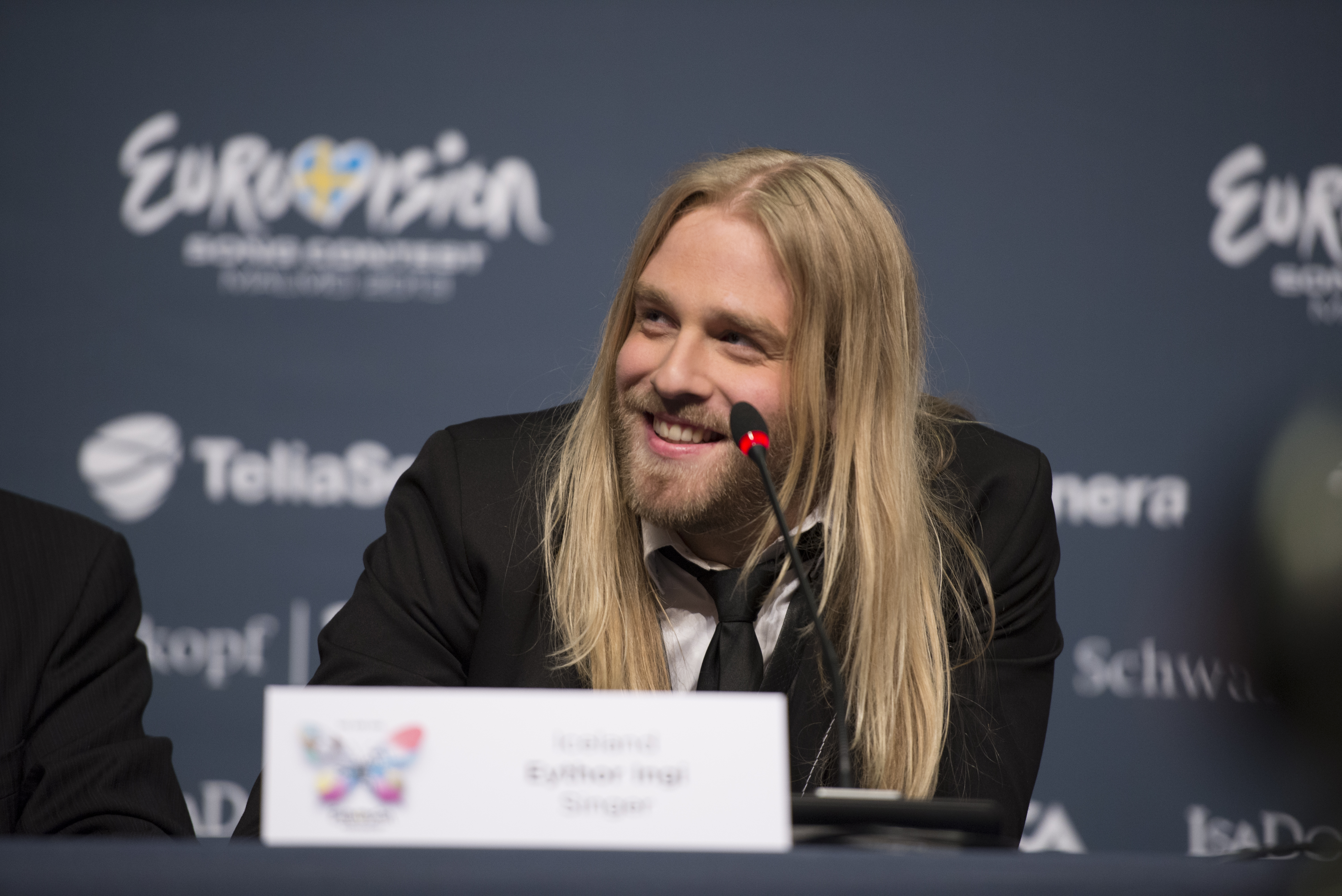
Der Gewinner der inländischen Vorentscheidung: Eyþór Ingi Gunnlaugsson

Das Finale fand am 2. Februar 2013 um 19:30 Uhr (UTC) im Konzerthaus Harpa in Reykjavík statt. Zwei der zehn Teilnehmer erreichten das Superfinale.
| Platz | Startnr. | Interpret                                                    | Lied Musik (M) und Text (T) | Sprache    | Übersetzung (Inoffiziell) |
| ----- | -------- | ------------------------------------------------------------ | --- | ---------- | ------------------------- |
| 1./2. | 3        | Eyþór Ingi Gunnlaugsson                                      | Ég á líf M: Örlygur Smári; T: Pétur Örn Guðmundsson | Isländisch | Ich habe ein Leben        |
| 1./2. | 7        | Unnur Eggertsdóttir                                          | Ég Syng! M: Elíza Newman, Gísli Kristjánsson, Ken Rose; T: Elíza Newman, Gísli Kristjánsson, Hulda G. Geirsdóttir                                                           | Isländisch | Ich singe!                |
| 3.–7. | 1        | Magni Ásgeirsson                                             | Ekki Líta Undan M: Sveinn Rúnar Sigurðsson; T: Ingibjörg Gunnarsdóttir | Isländisch | Schau nicht weg           |
| 3.–7. | 2        | Svavar Knútur Kristinsson & Hreindís Ylva Garðarsdóttir Hólm | Lífið Snýst M: Hallgrímur Óskarsson; T: Hallgrímur Óskarsson, Svavar Knútur Kristinsson                                                                                     | Isländisch | Das Leben ändert sich     |
| 3.–7. | 4        | Birgitta Haukdal                                             | Meðal Andanna M: Birgitta Haukdal, Sylvía Haukdal Brynjarsdóttir, Jonas Gladnikoff; T: Birgitta Haukdal, Sylvía Haukdal Brynjarsdóttir, Michael James Down, Primož Poglajen | Isländisch | Mit den Geistern          |
| 3.–7. | 5        | Jógvan Hansen & Stefanía Svavarsdóttir                       | Til þín M: Sveinn Rúnar Sigurðsson; T: Sveinn Rúnar Sigurðsson, Ágúst Ibsen                                                                                                 | Isländisch | Zu dir                    |
| 3.–7. | 6        | Haraldur Reynisson                                           | Vinátta M/T: Haraldur Reynisson | Isländisch | Freundschaft              |

 Kandidat hat sich für das Superfinale qualifiziert.

### Superfinale
| Platz | Startnr. | Interpret               | Lied Musik (M) und Text (T)                                                                                       | Sprache    | Übersetzung (Inoffiziell) |
| ----- | -------- | ----------------------- | --- | ---------- | ------------------------- |
| 1.    | 1        | Eyþór Ingi Gunnlaugsson | Ég á líf M: Örlygur Smári; T: Pétur Örn Guðmundsson                                                               | Isländisch | Ich habe ein Leben        |
| 2.    | 2        | Unnur Eggertsdóttir     | Ég Syng! M: Elíza Newman, Gísli Kristjánsson, Ken Rose; T: Elíza Newman, Gísli Kristjánsson, Hulda G. Geirsdóttir | Isländisch | Ich singe!                |